# Айдаралі
Айдаралі́ (рос. Айдарали, башк. Айҙарәле) — село у складі Стерлібашевського району Башкортостану, Росія. Входить до складу Айдаралинської сільської ради.
Населення — 711 осіб (2010; 833 в 2002).
Національний склад:
- татари — 93%